# Tarjeta de transporte para trabajadores
Las tarjetas de transporte son un beneficio social corporativo otorgado por la empresa al trabajador con el fin de cubrir las necesidades de transporte del empleado desde su residencia al lugar de trabajo y viceversa.
El objetivo de esta ayuda es compensar los gastos que el trabajador tiene que asumir por acudir diariamente al centro de trabajo, y contribuir a que el empleado utilice el tiempo mínimo necesario para desplazamientos favoreciendo la conciliación de la vida personal y laboral.
La tarjeta de transporte entregada a los empleados sólo es válida en el transporte público, incentivando así el uso del transporte urbano, la disminución de contaminación y el tráfico y la mejora del medioambiente, en concordancia con lo dispuesto por la Ley de Economía Sostenible.

## Funcionamiento
Las empresas contratan esta ayuda con proveedores de servicios que cuentan con convenios con las diferentes empresas de transporte público y urbano que reconocen la tarjeta de transporte para la compra de billetes.
El empleador entrega a sus trabajadores tarjetas que se cargan mensualmente según las necesidades del trabajador.
Las tarjetas de transporte se pueden utilizar para la compra de billetes de varios medios de transporte público: metro, autobús, cercanías, tranvía etc.

## Obligaciones del trabajador
Las tarjetas son para uso personal del trabajador; son por lo tanto nominativas e intransmisibles, y están numeradas y con el nombre de la entidad emisora. El empleado contará con una cantidad fija  en la tarjeta y no podrá solicitar el reembolso de la misma.

## Obligaciones de la empresa
La empresa deberá llevar un control exhaustivo del uso de las tarjetas de transporte entregadas a sus empleados.

## Regulación en España
En España, las tarjetas de transporte están reguladas fiscalmente en la ley 35/2006 del IRPF y en el Artículo 46 bis, 1, 2º del Real Decreto 1788/2010 que contempla exenciones fiscales para este tipo de beneficios sociales con un límite máximo de 1500€ anuales.